# Corneille-Brecht
Corneille-Brecht, o anche Rome l'unique objet de mon ressentimentè, è un film del 2009 diretto da Jean-Marie Straub e Cornelia Geiser.

## Trama
Una giovane guarda fuori dalla finestra recitando estratti da testi di Pierre Corneille, "Horace" e "Othon" sull'ingiustizia e la barbarie dei suoi tempi; successivamente la donna recita un brano tratto dal dramma di Bertolt Brecht, "Verhör Des Lukullus".

## Produzione
Il film è stato prodotto in tre versioni, la prima di 26 minuti e 43 secondi, sottotitolata in tedesco, la seconda 26 minuti e 27 secondi sottotitolata in francese, e la terza, sottotitolata in inglese, di 26 minuti e 55 secondi; venne girato nell'appartamento di Straub nel luglio 2009.
Venne proiettato per la prima volta il 31 ottobre 2009 alla Viennale; nel 2010 venne proiettato al New York Film Festival.